# Carico ammissibile
Un carico nell'ingegneria strutturale è un sistema di forze applicate che possono originare una deformazione e conseguente stato di sollecitazione in una struttura.
Un carico ammissibile è
un carico concentrato oppure distribuito che può gravare su una struttura senza provocarne la perdita di funzionalità.
Esso è calcolato a partire dal carico di rottura, opportunamente ridotto mediante coefficiente di sicurezza.
Si tratta di un'espressione oggi quasi obsoleta poiché legata al metodo  delle tensioni ammissibili, metodo di calcolo in passato imposto legislativamente nell'ingegneria civile e oggi in corso di sostituzione da parte del metodo agli stati limite.
Si misura, a seconda dei casi, in Newton (N), in Pascal (unità di misura) (Pa), e nei relativi multipli e sottomultipli.